# 카를로스 홀메스 트루히요

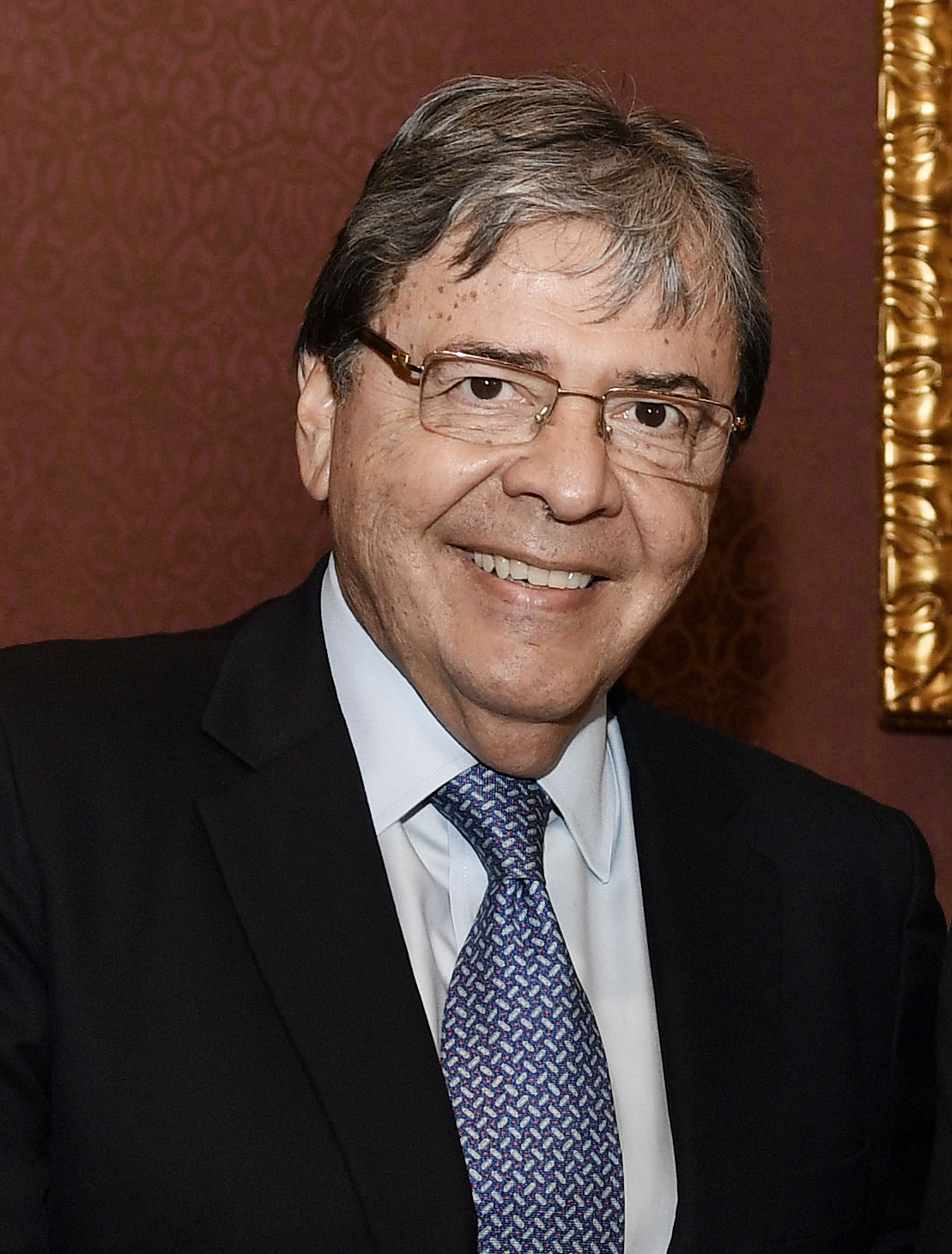

카를로스 홀메스 트루히요 가르시아(Carlos Holmes Trujillo García, 1951년 9월 23일 ~ 2021년 1월 26일)는 콜롬비아의 정치인이다.
콜롬비아 자유당 정치인 카를로스 홀메스 트루히요 미란다와 제노베바 가르시아의 아들로 태어났다. 카우카 대학교에서 형법을 전공했다. 이후 일본 도쿄의 조치 대학에서 국제경영학 석사과정을 밟았다.
1988년부터 1990년까지 칼리 시장을 맡았다. 이후 각국의 콜롬비아 대사와 교육장관·내무장관·외무장관·국방장관을 맡았다.
코로나19 범유행중인 2021년 1월 코로나19 양성 진단을 받아 바랑키야에 입원, 이후 보고타의 병원으로 옮겨 투병중 1월 26일 사망했다. 콜롬비아 대통령 이반 두케는 3일간의 국가 애도를 발표했다.